# American Council of Trustees and Alumni
Die American Council of Trustees and Alumni (ACTA) ist eine Organisation von Universitätsabsolventen und Geldgebern: Sie sieht sich als Hüter akademischer Qualität an den amerikanischen Universitäten. In dem Bericht mit dem Titel Die Verteidigung der Zivilisation: Wie unsere Universitäten Amerika im Stich lassen und was wir dagegen tun können werden bestimmte Aussagen aus akademischen Kreisen als unamerikanisch bezeichnet. Gründerin der Organisation und jetzige Ehrenvorsitzende ist Lynne Cheney, Ehefrau des ehemaligen Vizepräsidenten der USA. Das Council wurde 1995 gegründet.
Für Kritiker wie Hugh Gusterson, Professor am Massachusetts Institute of Technology, zeige der Bericht einen Hauch von McCarthyism.